# Malaxis elviae
Malaxis elviae är en orkidéart som beskrevs av Roberto González Tamayo. Malaxis elviae ingår i släktet knottblomstersläktet, och familjen orkidéer. Inga underarter finns listade i Catalogue of Life.